# Megaros
Megaros (altgriechisch Μέγαρος Mégaros) ist in der griechischen Mythologie ein Sohn des Göttervaters Zeus und einer Najade in Megara. 
Nach Pausanias lebte die Najade in einem Brunnen, der unter Theagenes gebaut wurde. Megaros flüchtete sich während der deukalionischen Flut aus dem Wasser, indem er dem Geschrei von Kranichen folgte, und floh auf die Bergkette Gerania.